# Miriam Makeba

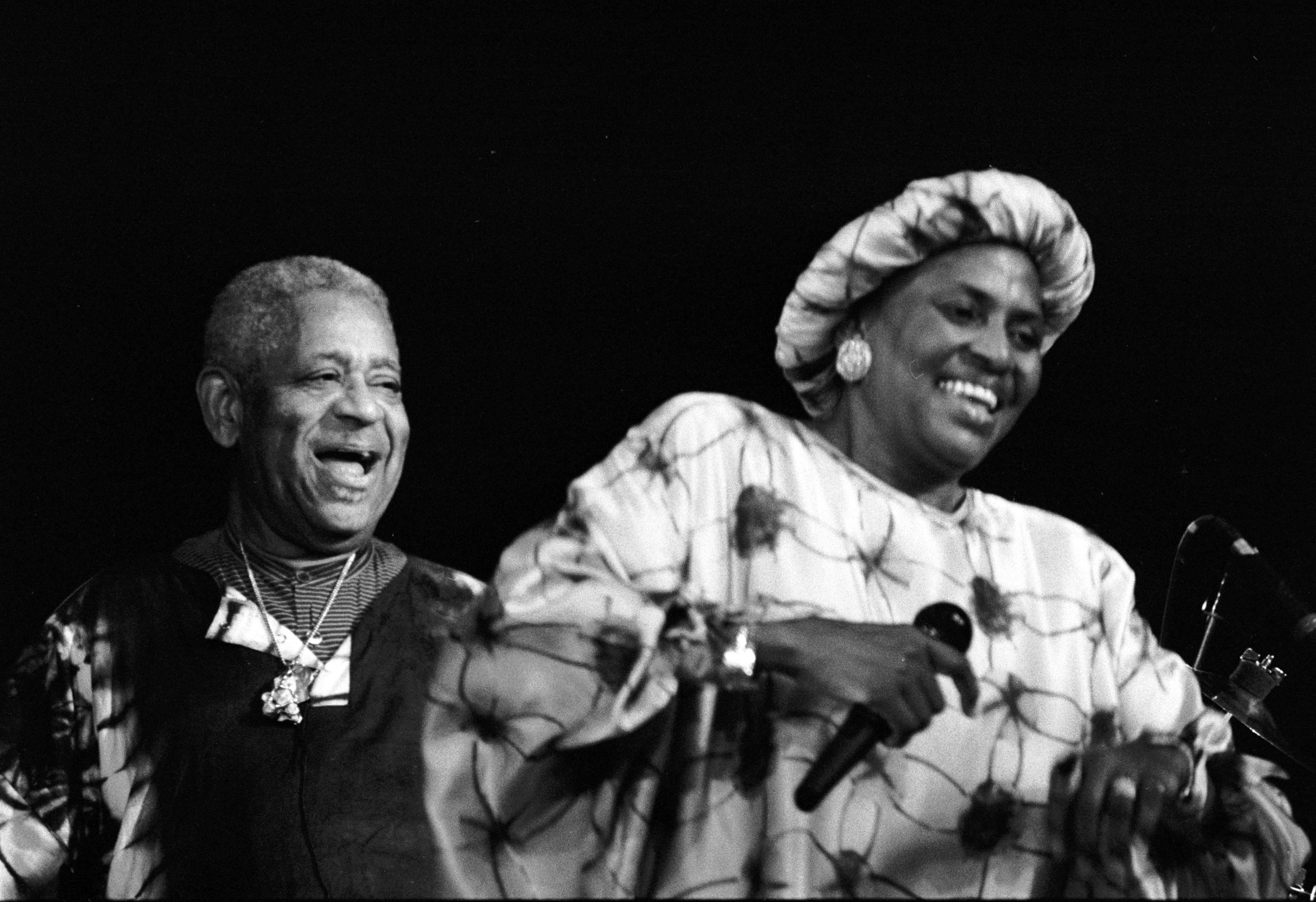
Dizzy Gillespie i Miriam Makeba, 1991

Miriam Makeba, właśc. Zensi Miriam Makeba (ur. 4 marca 1932 w Prospect Township przy Johannesburgu, zm. 10 listopada 2008 w Castel Volturno) – południowoafrykańska piosenkarka, znana także jako Mama Africa.

## Życiorys
Wychowała się w Sophiatown, przedmieściu Johannesburga. We wczesnych latach 60. XX wieku, z powodów politycznych wyjechała z RPA ze swoim zespołem i osiedliła się w USA. Stała się jednym z symboli walki z apartheidem. Do rodzinnego kraju wróciła w 1990 po uwolnieniu z więzienia Nelsona Mandeli. Jej pierwszym mężem był południowoafrykański trębacz Hugh Masekela. Z powodu działalności politycznej jej drugiego męża Stokely Carmichaela w Partii Czarnych Panter, musiała opuścić USA i przeniosła się na zaproszenie prezydenta Sekou Toure do Gwinei.
W 1968 otrzymała Pokojową Nagrodę im. Daga Hammarskjölda.
W 1988 opublikowała autobiografię pt. Miriam – My Story.

## Kariera muzyczna
Karierę muzyczną rozpoczęła w 1953 w najsłynniejszym zespole południowoafrykańskim The Manhattan Brothers. W Stanach Zjednoczonych początkowo współpracowała z Harrym Belafonte.
W 1966 zdobyła (jako pierwsza Afrykanka) nagrodę Grammy.

## Dyskografia
- Miriam Makeba (1960)
- The World of Miriam Makeba (1963)
- The Voice of Africa (1964)
- Makeba Sings (1965)
- An Evening With Belafonte/Makeba (1965)
- The Magic of Makeba (1966)
- The Magnificent Miriam Makeba (1966)
- All About Miriam (1967)
- Pata Pata (1967)
- Makeba! (1968)
- Keep Me in Mind (1970)
- A Promise (1974)
- Country Girl (1978)
- Comme Une Symphonie D'Amour (1979)
- Sangoma (1988)
- Welela (1989)
- Eyes on Tomorrow (1991)
- Sing Me a Song (1993)
- Homeland (2000)
- Reflecting (2003)
- Miriam Makeba - Forever (2006)